# Старокарасукское сельское поселение
Старокарасукский сельский округ — сельский округ в Большереченском районе Омской области.
Административный центр — село Старокарасук.

## География
Площадь Старокарасукского сельского поселения составляет 0,254 тыс. кв. км. или 5,8 % от территории Большереченского муниципального района.
Транспортная удалённость административного центра сельского поселения:
- от областного центра — 150 км;
- от районного центра — 45 км;
- от речного причала — 50 км.

Обособленные водные объекты (озёра) в количестве 6 шт. занимает площадь 630 га.
Лесной фонд составляет 30 % площади поселения.
Основными природными ресурсами поселения является глина, запасы глинистого материала, могут служить сырьевой базой для кирпичного производства.
Подземные воды хозяйственного — питьевого назначения. Функционирует 7 скважин.

## История
В 1924 году образован Карасукский сельский совет Большереченского района. Первым председателем сельского Совета в Карасуке был избран бедняк Степан Фролович Бундуров, секретарём Сухачёв, членами исполкома: Горчакова Степанида Ивановна, Иконникова Варвара Ильинична, Бородина Анна Спиридоновна, Киселёва Александра Акимовна, Акимов Алексей и др.
На 1926 год в состав сельского совета входили:
- село Карасук;
- мельница Карасукская государственная мельница;
- деревня Трубачёвка;
- деревня Чернова;
- заимка Чернова.

В 1930—1934 годах к сельскому совету была присоединена часть Бугалинского сельского совета.
В 1951 году к сельскому совету была присоединена часть Черноозёрского сельского совета.
В 1966—1969 годах Старокарасукский сельский Совет был упразднён, деревни, находившиеся в его подчинении передали в Чебаклинский и Ингалинский сельские Советы.
В 1977 году Старокарасукский сельский совет был выделен из Ингалинского и Чебаклинского сельских советов. Новообразованному сельскому Совету принадлежали 26217 га земли, пять населённых пунктов, две восьмилетние и две начальные школы, Дом культуры, три сельских клуба, две библиотеки, три фельдшерско-акушерских пункта. Проживало на территории 1234 человека.
В конце 1992 года Старокарасукский сельский Совет был преобразован в сельскую администрацию, а впоследствии в администрацию Старокарасукского сельского округа. В её обязанности входила координация работы народного образования, культуры, медицины, связи, радио, торговли, развития физкультуры и спорта, благоустройства села и социальной защиты населения.
В 2010 году в сельском округе была ликвидирована деревня Чистоозерье.

## Административное деление
| статус  | населённый пункт | год основания |
| ------- | ---------------- | ------------- |
| село    | Старокарасу́к     | 1699          |
| деревня | Трубчёвка        | 1894          |
| деревня | Черно́во          | 1755          |
| деревня | Руси́ново         | 1804          |

## Население
| 2010 | 2011  | 2012 | 2013 | 2014 | 2015 | 2016 |
| ---- | ----- | ---- | ---- | ---- | ---- | ---- |
| 1032 | ↘1026 | ↘992 | ↘969 | ↘938 | ↘917 | ↘910 |
| 2017 | 2018  | 2019 | 2020 | 2021 | 2023 |      |
| ↘877 | ↘872  | ↘845 | ↘835 | ↘763 | ↘722 |      |

Национальный состав населения на 01.01.2010 года:
- Русские − 90 %
- Немцы — 1,7 %
- Казахи — 1 %
- Татары — 1 %
- Украинцы — 0,3 %
- Другие — 6 %

## Инфраструктура
Обеспеченность территориальными дорогами 34,3 км дорог общего пользования, твёрдое покрытие имеют 34,3 км, что составляет 100 %.
Уровень оборудования жилищного фонда водопроводом — 90 %.
Общая площадь земельных ресурсов составляет 25,4 тыс. га, из них 18,2 тыс. га — сельскохозяй-ственные угодья.